# Marina militare dell'Eritrea
La Marina militare dell'Eritrea è la componente navale delle forze armate dello Stato africano dell'Eritrea.
Creata all'indomani della proclamazione dell'indipendenza nazionale nel 1993, la Marina è la componente più piccola e meno sviluppata delle Forze di difesa eritree: pur dovendo sorvegliare un lungo tratto di costa affacciato sul Mar Rosso, ricco di isole disputate con le nazioni vicine, la Marina è solo una piccola flotta costiera con a disposizione un pugno di unità leggere e mezzi da sbarco, in parte unità recuperate dalla disciolta Marina militare etiope e in parte realizzate nei cantieri locali di Assab.

## Storia

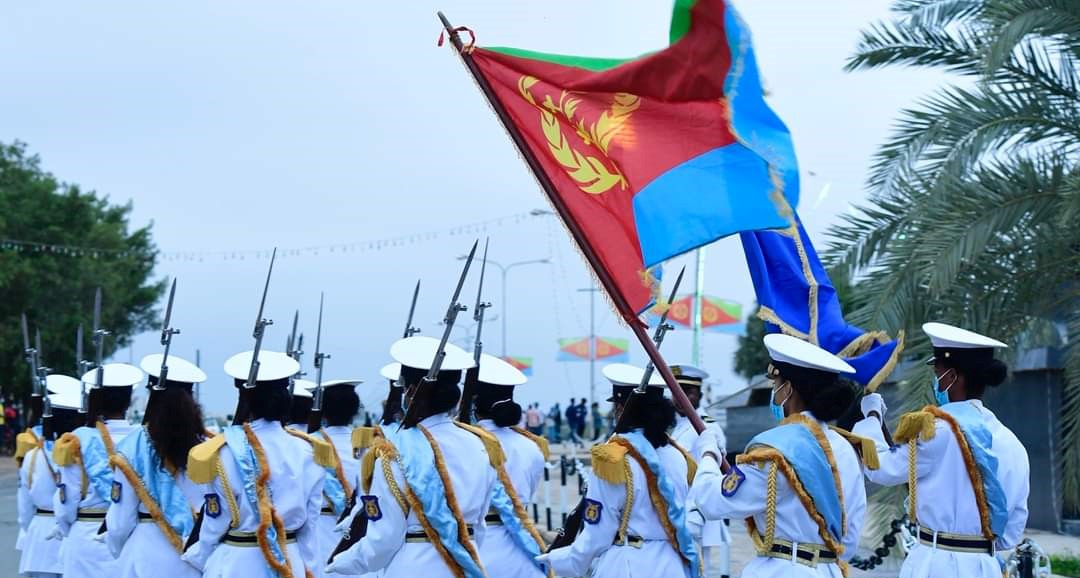
Marinai eritrei sfilano in parata nel 2021

L'Eritrea ottenne formalmente l'indipendenza dal precedente dominio dell'Etiopia il 23 maggio 1993, dopo che già due anni prima le forze del Fronte di Liberazione del Popolo Eritreo (FLPE) aveano ottenuto una completa vittoria militare nella lunga e sanguinosa guerra d'indipendenza dell'Eritrea contro le truppe etiopi. Il FLPE aveva impiegato nel corso della guerra una piccola componente navale dotata di imbarcazioni leggere in parte catturate agli etiopi, e questa andò a costituire il primo nucleo per l'organizzazione della Marina militare dell'Eritrea indipendente: una forza navale più che necessaria visto che il nuovo Stato disponeva di una linea costiera sul Mar Rosso lunga 1100 chilometri e una zona economica esclusiva ampia 78000 chilometri quadrati, oggetto di varie dispute con i limitrofi Stati del Sudan, di Gibuti e dello Yemen.
La nascente Marina eritrea ereditò le strutture portuali create precedentemente nella regione dalla Marina militare etiope, con la base principale di Massaua e i punti d'appoggio minori di Assab e delle Isole Dahlak; le unità navali etiopi erano tuttavia per gran parte riuscite a fuggire dai porti dell'Eritrea e a rifugiarsi negli scali neutrali di Gibuti e dello Yemen, dove erano state internate. Per equipaggiare i circa 1000 effettivi della neonata forza armata, il governo di Asmara strinse un accordo con Israele: in cambio della fornitura di punti d'appoggio nel basso Mar Rosso, tra il 1993 e il 1994 gli israeliani cedettero alla Marina eritrea quattro moderne motovedette della classe Super Dvora Mk II armate con due mitragliere da 20 mm. Questo primo nucleo si ritrovò a essere impiegato in azione dopo pochi mesi, visto che nel dicembre 1995 le dispute diplomatiche tra Eritrea e Yemen circa il possesso dell'arcipelago delle isole Hanish sfociarono in un breve conflitto armato: impiegando un miscuglio di motovedette, pescherecci locali e un traghetto egiziano requisito, gli eritrei organizzarono lo sbarco a sorpresa di un contingente armato sulle isole contese il 15 dicembre, schiacciando la resistenza del presidio yemenita dopo due giorni di combattimenti. Il conflitto venne infine risolto nel 1998 da una sentenza della Corte permanente di arbitrato, che assegnò buona parte dell'arcipelago al controllo dello Yemen.
Nel novembre 1996 il governo gibutiano decise di sequestrare le navi militari etiopi ormai da più di tre anni abbandonate nei porti della regione, offrendosi poi di cederne alcune all'Eritrea: la Marina eritrea poté così entrare in possesso di una motocannoniera missilistica ex sovietica della classe Osa, tre piccole cannoniere di costruzione statunitense e una di origine sovietica, un mezzo da sbarco tipo LCU ex israeliano della classe Ashdod e due mezzi da sbarco tipo LCT ex sovietici della classe T-4. Le unità etiopi erano tuttavia in pessimo stato di conservazione dopo essere state ferme all'ancora per tanti anni, e già nel 1998 le unità d'attacco di origine sovietica furono radiate per l'impossibilità di recuperare abbastanza pezzi di ricambio; le tre cannoniere di origine statunitense furono invece rimesse in sesto, radiandone una per utilizzarla come fonte di pezzi di ricambio e armando le altre con un paio di mitragliere binate da 30 mm. Dopo lo scoppio della guerra Etiopia-Eritrea nel 1998, invece, le autorità eritree sequestrarono il mercantile etiope Denden e lo assegnarono alla Marina come nave da trasporto, salvo radiarlo dal servizio nel 2013.
La linea del naviglio militare eritreo fu ampliata a partire dagli anni 2000 a opera del piccolo cantiere navale nazionale di Assab: questo consegnò tra il 2000 e il 2001 un primo lotto di quattro motovedette di progettazione australiana, a cui fecero seguito nel 2019 le consegne di quattro motolance e cinque pattugliatori da impiego costiero